# Rapsodie op Oekraïense thema's
De  Rapsodie op Oekraïense thema’s  opus 28 is een concertant werk voor piano en symfonieorkest van de Russische componist Sergej Ljapoenov (1859-1924).

## Bespreking
Wanneer Ljapoenov dit werk componeerde is onbekend. Het is vermoedelijk ergens in de periode tussen zijn twee pianoconcerten tot stand gekomen, wat een tamelijk vage aanduiding is.
De rapsodie heeft de vorm van een eenvoudig rondo. Het eerste thema (A), Andantino pastorale begint in f-mineur, en ademt dan ook onmiskenbaar een landelijke sfeer. Na een licht begin ontwikkelt het zich geleidelijk aan om vervolgens na een aanzienlijk steviger aangezette slotpassage over te gaan in het tweede thema (B), het Allegretto scherzando, in b-mineur, en dus levendiger van aard. Na terugkeer naar het het eerste thema (A), wederom Andantino pastorale, volgt dan het meest uitbundige thema (C), Allegro giocoso, in F-majeur. Het is een kazatsjok, zoals die gedanst wordt door de kozakken in Oekraïne.

## Opname
- Hamish Milne, pianist, met Martyn Brabbins als dirigent van het BBC Scottish Symphony Orchestra, opgenomen in 2002 (Hyperion CDA 67326).